# Lista odcinków serialu Longmire
Poniżej znajduje się lista odcinków serialu telewizyjnego  Longmire – który był emitowany przez amerykańską stację kablową  A&E od 3 czerwca 2012 roku do 4 sierpnia 2014 roku. Od 4 sezonu serial jest udostępniony przez platformę internetowa Netflix. W Polsce serial nie był emitowany.
| Sezon | Sezon | Odcinki | Oryginalna emisja | Oryginalna emisja |
| Sezon | Sezon | Odcinki | Premiera sezonu   | Finał sezonu      |
| ----- | ----- | ------- | ----------------- | ----------------- |
|       | 1     | 10      | 3 czerwca 2012    | 12 sierpnia 2012  |
|       | 2     | 13      | 27 maja 2013      | 26 sierpnia 2013  |
|       | 3     | 10      | 2 czerwca 2014    | 4 sierpnia 2014   |
|       | 4     | 10      | 10 września 2015  | 10 września 2015  |
|       | 5     | 10      | 23 września 2016  | 23 września 2016  |

## Sezon 1 (2012)
| Nr | #  | Tytuł                         | Reżyseria             | Scenariusz                 | Premiera A&E     | Premiera |
| -- | -- | ----------------------------- | --------------------- | -------------------------- | ---------------- | -------- |
| 1  | 1  | Pilot                         | Christopher Chulack   | John Coveny & Hunt Baldwin | 3 czerwca 2012   |          |
| 2  | 2  | The Dark Road                 | Michael Uppendahl     | Sarah Nicole Jones         | 10 czerwca 2012  |          |
| 3  | 3  | A Damn Shame                  | Christopher Chulack   | Hunt Baldwin & John Coveny | 17 czerwca 2012  |          |
| 4  | 4  | The Cancer                    | Gwyneth Horder-Payton | Daniel C. Connolly         | 24 czerwca 2012  |          |
| 5  | 5  | Dog Soldier                   | Alex Graves           | Tony Tost                  | 1 lipca 2012     |          |
| 6  | 6  | The Worst Kind of Hunter      | Peter Weller          | Hunt Baldwin & John Coveny | 8 lipca 2012     |          |
| 7  | 7  | Seconds                       | Christopher Chulack   | Tony Tost                  | 15 lipca 2012    |          |
| 8  | 8  | An Incredibly Beautiful Thing | J. Michael Muro       | Daniel C. Connolly         | 22 lipca 2012    |          |
| 9  | 9  | Dogs, Horses, and Indians     | Steve Robin           | Sarah Nicole Jones         | 5 sierpnia 2012  |          |
| 10 | 10 | Unfinished Business           | Nelson McCormick      | Hunt Baldwin & John Coveny | 12 sierpnia 2012 |          |

## Sezon 2 (2013)
30 czerwca 2012 roku, stacja A&E oficjalnie ogłosiła zamówienie 2 sezonu serialu 
| Nr | #  | Tytuł                        | Reżyseria             | Scenariusz                 | Premiera A&E     | Premiera |
| -- | -- | ---------------------------- | --------------------- | -------------------------- | ---------------- | -------- |
| 11 | 1  | Unquiet Mind                 | Michael Offer         | Hunt Baldwin & John Coveny | 27 maja 2013     |          |
| 12 | 2  | Carcasses                    | Lodge Kerrigan        | Tony Tost                  | 3 czerwca 2013   |          |
| 13 | 3  | Death Came in Like Thunder   | Gwyneth Horder-Payton | Sarah Nicole Jones         | 10 czerwca 2013  |          |
| 14 | 4  | The Road to Hell             | Daniel Sackheim       | Daniel C. Connolly         | 17 czerwca 2013  |          |
| 15 | 5  | Party's Over                 | Peter Weller          | Hunt Baldwin & John Coveny | 24 czerwca 2013  |          |
| 16 | 6  | Tell It Slant                | J. Michael Muro       | Tony Tost                  | 1 lipca 2013     |          |
| 17 | 7  | Sound and Fury               | James Hayman          | Daniel C. Connolly         | 8 lipca 2013     |          |
| 18 | 8  | The Great Spirit             | Christopher Chulack   | Sarah Nicole Jones         | 15 lipca 2013    |          |
| 19 | 9  | Tuscan Red                   | Michael Rymer         | Tony Tost                  | 29 lipca 2013    |          |
| 20 | 10 | Election Day                 | J. Michael Muro       | Hunt Baldwin & John Coveny | 5 sierpnia 2013  |          |
| 21 | 11 | Natural Order                | Daniel Sackheim       | Sarah Nicole Jones         | 12 sierpnia 2013 |          |
| 22 | 12 | A Good Death is Hard to Find | Kari Skogland         | Tony Tost                  | 19 sierpnia 2013 |          |
| 23 | 13 | Bad Medicine                 | Michael Offer         | Hunt Baldwin & John Coveny | 26 sierpnia 2013 |          |

## Sezon 3 (2014)
26 listopada 2013 roku, stacja A&E oficjalnie ogłosiła zamówienie 3 sezonu serialu 
| Nr | #  | Tytuł                     | Reżyseria             | Scenariusz                 | Premiera A&E    | Premiera |
| -- | -- | ------------------------- | --------------------- | -------------------------- | --------------- | -------- |
| 24 | 1  | The White Warrior         | Christopher Chulack   | Hunt Baldwin John Coveny   | 2 czerwca 2014  |          |
| 25 | 2  | Of Children and Travelers | J. Michael Muro       | Tony Tost                  | 9 czerwca 2014  |          |
| 26 | 3  | Miss Cheyenne             | James Hayman          | Sarah Nicole Jones         | 16 czerwca 2014 |          |
| 27 | 4  | In the Pines              | Gwyneth Horder-Payton | Hunt Baldwin John Coveny   | 23 czerwca 2014 |          |
| 28 | 5  | Wanted Man                | Peter Weller          | Tony Tost                  | 30 czerwca 2014 |          |
| 29 | 6  | Reports of My Death       | Christopher Chulack   | Sarah Nicole Jones         | 7 lipca 2014    |          |
| 30 | 7  | Population 25             | Michael Offer         | Hunt Baldwin John Coveny   | 14 lipca 2014   |          |
| 31 | 8  | Harvest                   | J. Michael Muro       | Tony Tost                  | 21 lipca 2014   |          |
| 32 | 9  | Counting Coup             | T.J. Scott            | Sarah Nicole Jones         | 28 lipca 2014   |          |
| 33 | 10 | Ashes to Ashes            | Michael Offer         | Hunt Baldwin & John Coveny | 4 sierpnia 2014 |          |

## Sezon 4 (2015)
Po anulowaniu serialu przez stację A&E platforma telewizyjna Netflix zamówiła 4 sezon serialu, .
| Nr | #  | Tytuł                      | Reżyseria           | Scenariusz                 | Premiera Netflix | Premiera |
| -- | -- | -------------------------- | ------------------- | -------------------------- | ---------------- | -------- |
| 34 | 1  | Down by the River          | Christopher Chulack | Hunt Baldwin & John Coveny | 10 września 2015 |          |
| 35 | 2  | War Eagle                  | T.J. Scott          | Tony Tost                  | 10 września 2015 |          |
| 36 | 3  | High Noon                  | Christopher Chulack | Hunt Baldwin & John Coveny | 10 września 2015 |          |
| 37 | 4  | Four Arrows                | Peter Weller        | Sheri Holman               | 10 września 2015 |          |
| 38 | 5  | Help Wanted                | J. Michael Muro     | Tony Tost                  | 10 września 2015 |          |
| 39 | 6  | The Calling Back           | T.J. Scott          | Boo Killebrew              | 10 września 2015 |          |
| 40 | 7  | Highway Robbery            | Michael Offer       | Hunt Baldwin & John Coveny | 10 września 2015 |          |
| 41 | 8  | Hector Lives               | David Boyd          | Tony Tost                  | 10 września 2015 |          |
| 42 | 9  | Shotgun                    | J. Michael Muro     | Sheri Holman               | 10 września 2015 |          |
| 43 | 10 | What Happens on the Rez... | Michael Offer       | Hunt Baldwin, John Coveny  | 10 września 2015 |          |

## Sezon 5 (2016)
30 października 2015 roku, platforma Netflix ogłosiła zamówienie 5 sezonu Longmire
| Nr | #  | Tytuł                        | Reżyseria       | Scenariusz                 | Premiera Netflix | Premiera |
| -- | -- | ---------------------------- | --------------- | -------------------------- | ---------------- | -------- |
| 44 | 1  | A Fog That Won't Lift        | David Boyd      | Hunt Baldwin, John Coveny  | 23 września 2016 |          |
| 45 | 2  | One Good Memory              | T.J. Scott      | Hunt Baldwin, John Coveny  | 23 września 2016 |          |
| 46 | 3  | Chrysalis                    | Adam Bluming    | Tony Tost                  | 23 września 2016 |          |
| 47 | 4  | The Judas Wolf               | David Boyd      | Sheri Holman               | 23 września 2016 |          |
| 48 | 5  | Pure Peckinpah               | J. Michael Muro | Tony Tost                  | 23 września 2016 |          |
| 49 | 6  | Objection                    | Adam Arkin      | Boo Killebrew              | 23 września 2016 |          |
| 50 | 7  | From This Day Forward        | T.J. Scott      | Hunt Baldwin, John Coveny  | 23 września 2016 |          |
| 51 | 8  | Stand Your Ground            | Zetna Fuentes   | Sheri Holman               | 23 września 2016 |          |
| 52 | 9  | Continual Soiree             | J. Michael Muro | Tony Tost                  | 23 września 2016 |          |
| 53 | 10 | The Stuff Dreams Are Made Of | Michael Offer   | Hunt Baldwin & John Coveny | 23 września 2016 |          |